# No Min-woo
Đây là một tên người Triều Tiên, họ là No.
No Min-woo (tiếng Hàn: 노민우; sinh ngày 29 tháng 5 năm 1986) một ca sĩ và nhạc sĩ của Hàn Quốc. 

## Những bộ phim đã tham gia

### Phim truyền hình
- 2019: Patners for Justice 2 (MBC).
- 2012: Love Expiration Date (ZJSTV)
- 2012: Full House Take 2 (TBS/SBS Plus)
- 2011: Midas (SBS)
- 2010: Rock, Rock, Rock (KBS2)
- 2010: My Girlfriend is a Nine-Tailed Fox (SBS)
- 2010: Pasta (MBC)
- 2009: Jung Yak Yong (OCN) (cameo)
- 2009: Mrs. Town (tvN)
- 2009: Tae-hee, Hye-kyo, Ji-hyun (MBC)
- 2008: Detective Mr. Lee (tvN).

### Phim
- 2014: Roaring Currents
- 2011: Ghastly
- 2008: A Frozen Flower
- 2008: Story of Wine

## Danh sách đĩa nhạc
- Story of Wine OST (lyricist, music director, ca sĩ; 2009)
- My Girlfriend is a Nine-Tailed Fox OST (2010)
  - 덫 Dot (lyricist, ca sĩ)
- Midas OST (2011)
  - 슬픈사랑 Seulpeun Sarang (Sad love) (lyricist, ca sĩ)
  - 사랑해도 되나요 Sarangaedo doinayo (Can I love you) (composer, ca sĩ)
- Full House Take 2 OST (2012)
  - Touch (ca sĩ)
  - Sad Touch (ca sĩ)
  - Hello Hello (ca sĩ)

## Giải thưởng
- 2010 SBS Drama Awards: New Star Award (My Girlfriend is a Nine-Tailed Fox)
- 2019 MBC Drama Awards: Scene Stealer Award (Partners for Justice 2)